# Parafia św. Wojciecha w Błędowej Zgłobieńskiej
Parafia św. Wojciecha w Błędowej Zgłobieńskiej – parafia rzymskokatolicka znajdująca się w diecezji rzeszowskiej w dekanacie Rzeszów Zachód.
Kościół parafialny, murowany, powstał w latach 1981 – 1982. Został poświęcony 11 września 1982 przez biskupa przemyskiego Ignacego Tokarczuka jako filia parafii w Trzcianie. W 1992 biskup rzeszowski Kazimierz Górny utworzył rektorat w Błędowej Zgłobieńskiej. Samodzielna parafia została erygowana w  13 sierpnia 1995.

## Proboszczowie parafii
- ks. Antoni Domino (1995−2002)
- ks. Andrzej Krupa (2002−2014)
- ks. Mariusz Matuszewski (2014−2019)
- ks. Stanisław Szeliga (2019-)